# Bildstock (Kirchheim in Schwaben)

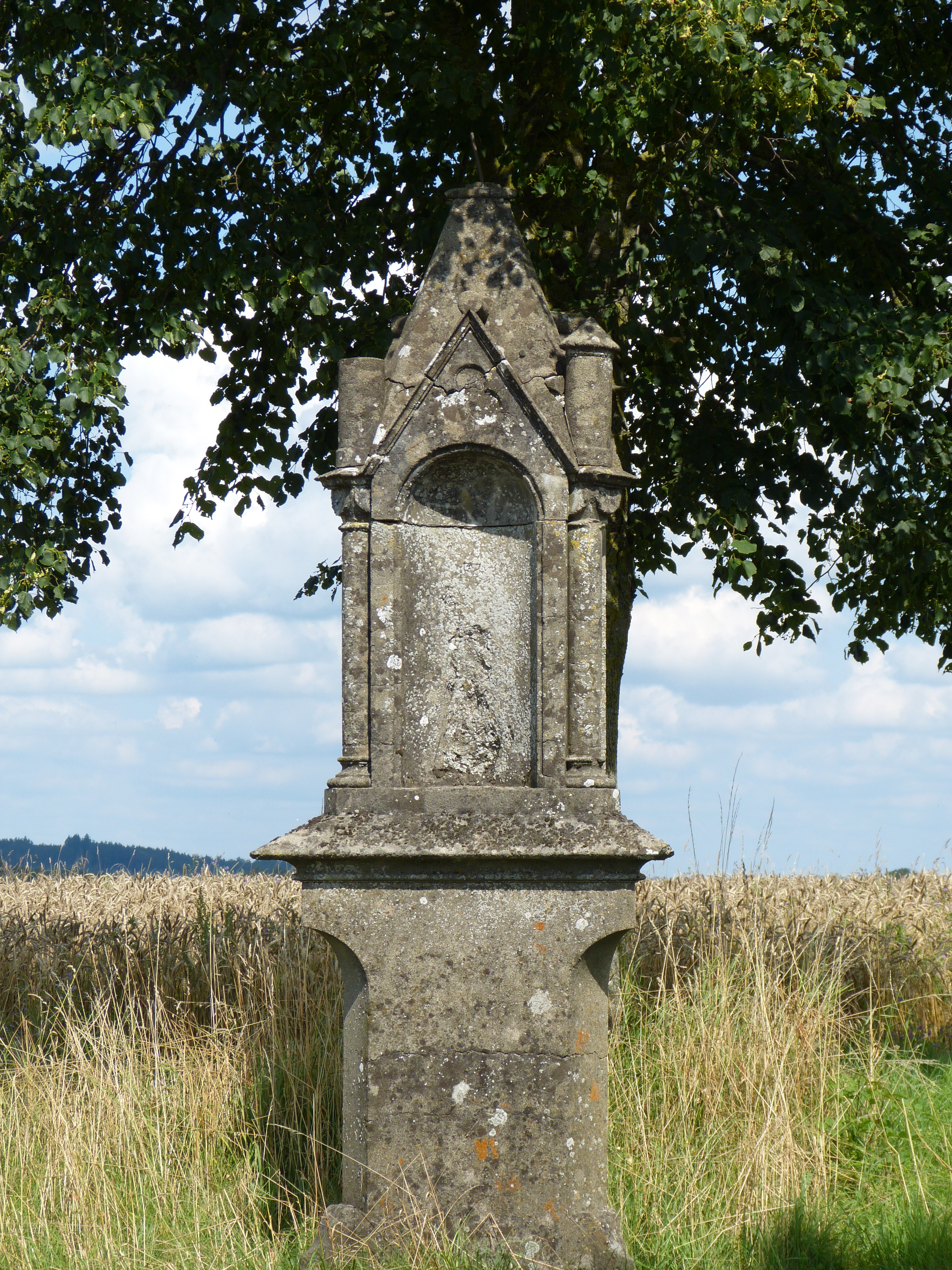
Bildstock zwischen Kirchheim in Schwaben und Spöck

Der Bildstock in Kirchheim in Schwaben befindet sich südöstlich des Ortes an der Straße nach Spöck im Landkreis Unterallgäu (Bayern). Der unter Denkmalschutz stehende Bildstock wurde 1896 von Graf Carl Ernst Fürst Fugger von Glött errichtet.

## Geschichte
Ursprünglich befand sich an der Stelle des heutigen Bildstockes ein Kreuz von 1728 zum Andenken an eine Mission der Jesuiten im Jahre 1726 in der nahegelegenen Englisch-Gruß-Kapelle. Später wurde dann eine kleine Kapelle mit einer Figur des heiligen Franz Xaver errichtet. Die Kapelle wurde 1896 von Graf Carl Ernst Fürst Fugger von Glött abgebrochen und im gleichen Jahr noch der Bildstock errichtet.

## Beschreibung
Der neugotische Bildstock ist aus Sandstein gefertigt. Sowohl der Pfeiler, wie auch das darauf sitzende breitere Gehäuse, sind dreiseitig. Die drei Nischen des Gehäuses sind rundbogig und an den Ecken mit Säulen begrenzt. Nach oben ist der Bildstock mit einem Spitzhelm abgeschlossen. Nur zwei der drei Nischen sind offen, die dritte Nische ist mit einer Platte aus weißem Marmor abgedeckt. In den beiden Nischen befanden sich ursprünglich die Figuren der heiligen Josef und Franz Xaver. Auf der geschlossenen Nische ist die Inschrift Errichtet / am 19. März 1897 / von / Carl Ernst Graf / Fugger Glött angebracht.

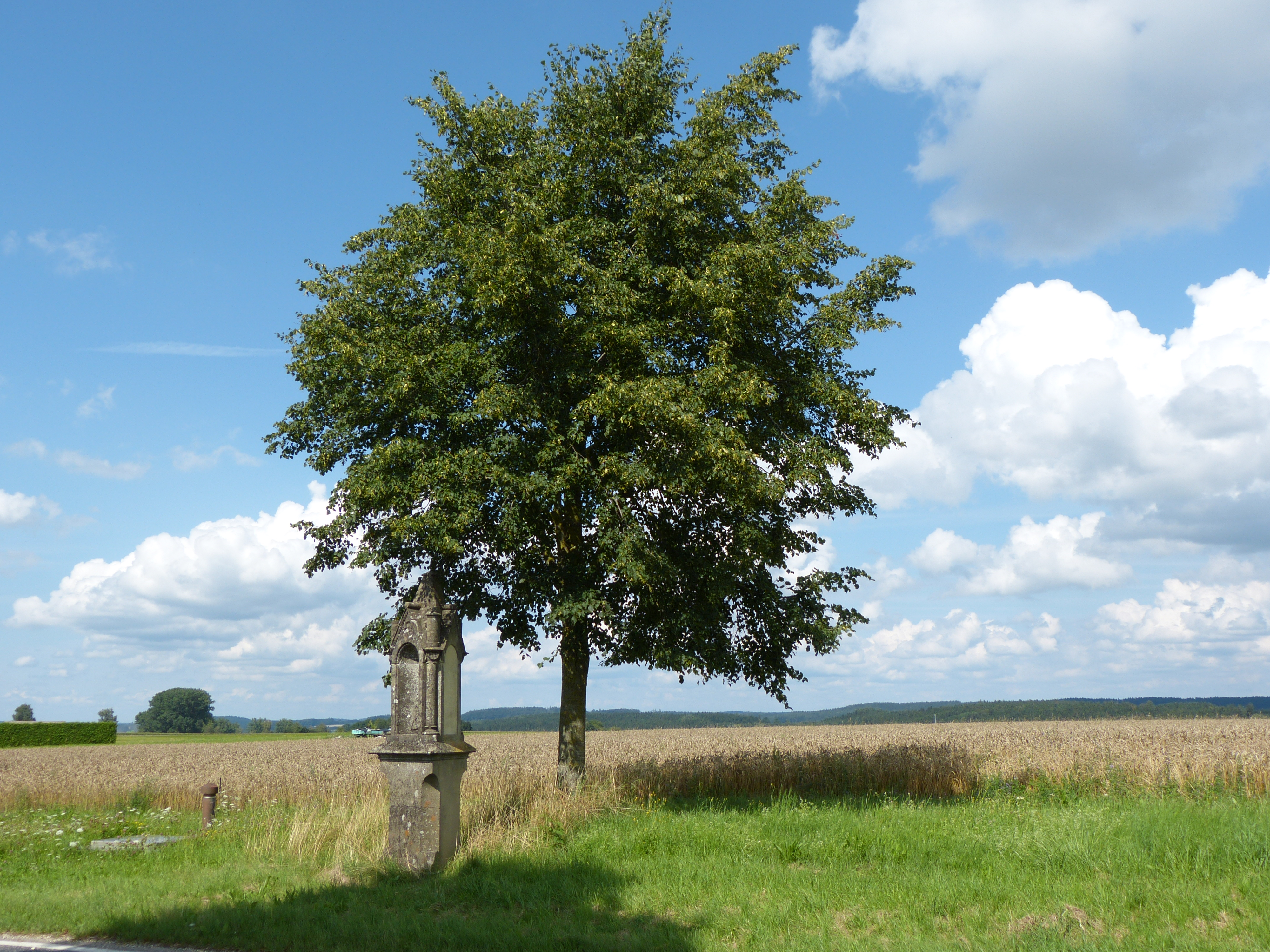
Bildstock mit Lindenbaum im Hintergrund
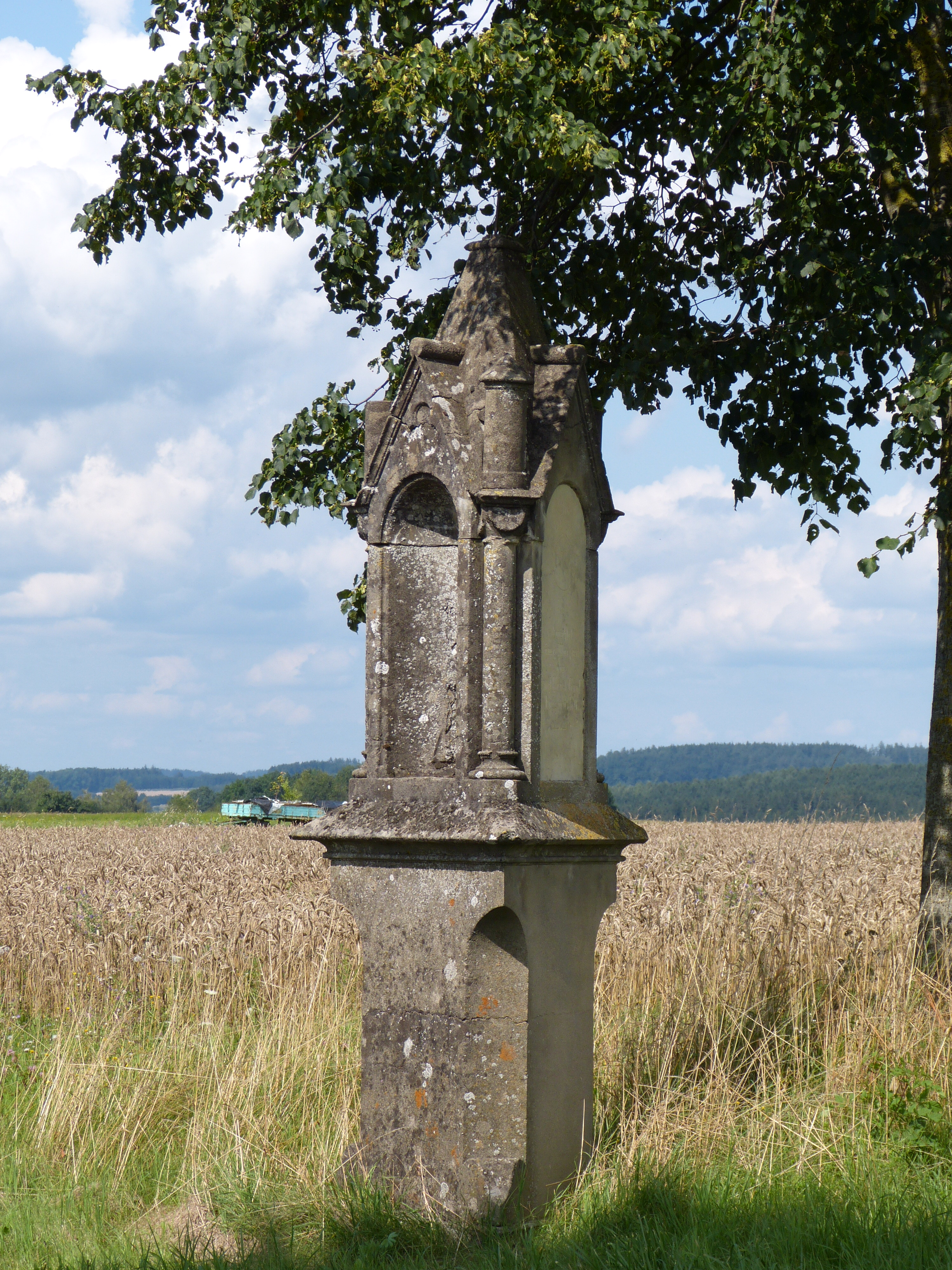
Seitenansicht des Bildstockes